# You’re my Cutie
You’re my Cutie (jap. カワイイなんて聞いてない!! Kawaii Nante Kiitenai!!) ist eine Manga-Serie von Nakaba Harufuji, die in Japan seit 2020 erscheint. Die romantische Geschichte über eine Schülerin und einen jüngeren Schüler, der von den Mädchen wegen seines süßen Aussehens verfolgt wird, wurde ins Deutsche und Englische übersetzt.

## Inhalt
Die Oberschülerin Madoka Kawahara liest gern Mangas, vor allem Shōjo-Serien, in denen sich süße Jungs in ältere Mitschülerinnen verlieben. Obwohl sie eigentlich nicht erwartet, einen solchen Jungen in ihrem Leben wirklich kennenzulernen, kommt ein solcher in Gestalt von Shikura Momoki als Aushilfe in das kleine Restaurant ihrer Eltern. Denn seit ihr Bruder auf die Uni geht, muss Madoka viel aushelfen und weitere Unterstützung wird gebraucht. Ihre Freude währt jedoch nicht lange, denn der Schüler aus der ersten Klasse der Oberschule ist ihr gegenüber grob und misstrauisch. Als eine andere Schülerin das Restaurant besucht, bemerkt Madoka, wie Shikura von ihr wie ein hübsches Objekt behandelt und heimlich fotografiert wird. Sie beginnt zu verstehen, warum er so abweisend ist, und hilft ihm gegen die Nachstellungen. Madoka will ihm zeigen, dass nicht alle Mädchen so oberflächlich sind.

## Veröffentlichung
Der Manga erscheint seit Juni 2020 im Magazin Bessatsu Friend. Dessen Verlag bringt die Kapitel seit Januar 2021 auch gesammelt in bisher zehn Bänden heraus (Stand April 2025).
Eine deutsche Übersetzung von Maria Römer wird seit Juni 2023 von Tokyopop in bisher neun Bänden veröffentlicht (Stand Juni 2025). Kodansha Comics als amerikanischer Ableger von Kodansha bringt eine englische Fassung heraus.